# Inglés keniano
El inglés keniano es una variante local del inglés, hablada por distintas comunidades y personas en Kenia, así como por algunos kenianos que viven en el extranjero. Esta variante presenta diferentes particularidades derivadas de las lenguas bantúes locales, como el suajili. Alrededor del 20% de la población keniana puede hablar inglés.

## Historia
Durante la colonización británica en Kenia, el idioma inglés fue introducido en el país en 1895, cuando se estableció el Protectorado de África Oriental. En ese momento, el suajili ya era utilizado como lengua comercial en la mayoría de la costa de Suajili y también se empleaba en el ámbito educativo. Sin embargo, los británicos disminuyeron la influencia del suajili y adoptaron el inglés como medio de enseñanza en las escuelas de Kenia.
Después de la independencia de Kenia el 12 de diciembre de 1963, tanto el inglés como el suajili fueron reconocidos como idiomas oficiales del país. El inglés se convirtió en el principal idioma hablado en áreas como los medios de comunicación, el gobierno y las instituciones educativas. Aunque no es tan comúnmente utilizado como los idiomas nativos de Kenia, su importancia se mantiene debido a su papel oficial y su influencia en diversos ámbitos.
Casi todos los kenianos que han recibido educación formal tienen conocimientos del idioma inglés, lo que les permite acceder a oportunidades laborales y comunicarse a nivel internacional. Aunque el suajili sigue siendo reconocido como idioma nacional y es ampliamente hablado en todo el país, es el inglés el que desempeña un papel dominante en muchos aspectos de la sociedad keniana.

## Opiniones sobre el idioma
Cuando en 2023 se le preguntó al Distinguido novelista keniano Ngũgĩ wa Thiong'o si el inglés keniano o el inglés de Nigeria eran ahora idiomas locales, respondió: "Es como si los esclavos estuvieran felices de que la suya sea una versión local de la esclavitud. El inglés no es una lengua africana. El francés no lo es. El español no lo es. El inglés keniano o nigeriano es una tontería. Ése es un ejemplo de anormalidad normalizada. El intento del colonizado de reclamar la lengua del colonizador es una señal del éxito de la esclavitud".